# Macaranga dioica
Macaranga dioica là một loài thực vật có hoa trong họ Đại kích. Loài này được (G.Forst.) Müll.Arg. mô tả khoa học đầu tiên năm 1865.